# Ingenieurverband Wasserstraßen- und Schifffahrtsverwaltung
Der Ingenieurverband Wasserstraßen- und Schifffahrtsverwaltung e. V. (IWSV) ist ein berufsständischer Verband der Ingenieure aller Fachdisziplinen, die im Verkehrssystem Wasserstraße / Schifffahrt und Hafen tätig sind. Die Mitglieder setzen sich zusammen aus der Wasserstraßen- und Schifffahrtsverwaltung des Bundes, dem Bundesministerium für Digitales und Verkehr, den Oberbehörden Bundesanstalt für Gewässerkunde, Bundesanstalt für Wasserbau und Bundesamt für Seeschifffahrt und Hydrographie, den Länderverwaltungen und Kommunen sowie der Wirtschaft, Planungsgesellschaften und Ingenieurbüros. Der Verein ist in sieben verschiedene Bezirksgruppen gegliedert und steht seit 2023 unter dem Bundesvorsitz von Stefanie von Einem. Ihm gehören rund 1.000 Mitglieder an. Vierteljährliche Publikation des Verbandes ist die Zeitschrift IWSV MAGAZIN.

## Ziele des Verbandes
Der Verein engagiert sich in den Aufgabenkomplexen:
- berufspolitische Wirkungsfelder der Ingenieure aller Fachdisziplinen im Verkehrssystem Wasserstraße / Schifffahrt / Hafen
- Unterstützung der beruflichen Entwicklung der Ingenieure
- Unterstreichen der Verantwortung von Ingenieuren für die Gesellschaft
- Wahrung der berufsständischen Interessen
- Förderung der fachlichen Weiterbildung im Rahmen des technischen Fortschritts
- Sicherstellung von Sach- und Fachkompetenz in der Wasserstraßen- und Schifffahrtsverwaltung.

## Forderungen
Der Verein setzt sich grundsätzlich ein für die gesellschaftlichen und verkehrspolitischen Forderungen:
- Anerkennung der Ingenieurtätigkeit in der Gesellschaft
- Berücksichtigung des Sachverstandes der Ingenieure bei politischen Entscheidungen
- Gleichbehandlung der Wasserstraßen mit anderen Verkehrsträgern
- Förderung der Wasserstraßen und Schifffahrt in Europa als umweltfreundliches, sicheres und energiesparendes Verkehrssystem.

Die spezifischen berufspolitischen Forderungen des IWSV sind:
- eine leistungsgerechte Vergütung
- Sicherung der Ingenieurarbeitsplätze
- Flexibilisierung des Laufbahnrechts und dem Einsatz nach Befähigung und Leistung
- Modernisierung der bestehenden Ausbildungsstrukturen
- Besetzung der Leitungsfunktionen durch Ingenieure nach individuellem Leistungsprofil
- Bauvorlageberechtigung für Bauingenieure.

## Bildungsmaßnahmen
Die vom IWSV angebotenen Fort- und Weiterbildungsmaßnahmen erstrecken sich auf:
- die Förderung der beruflichen Qualifikationen durch fachspezifische und persönlichkeitsbildende Seminare
- praxisorientierte Exkursionen
- Fachvorträge
- Baustellenbesichtigungen sowie
- zentrale und in den Bezirksgruppen fachliche, berufs- und gesellschaftspolitische Veranstaltungen.

## Geschichte
Am 10. September 1960 fanden sich 20 Teilnehmer aus den Direktionen Hamburg, Hannover, Kiel und Münster in der Gaststätte Frönd in Münster zur Gründungsversammlung des Ingenieurverband der Wasser- und Schifffahrtsverwaltung mit zunächst vier Bezirksgruppen ein. Erster Bundesvorsitzender wurde der geistige Urheber Hans Brodersen, Regierungsbauamtmann und Aufsichtsbeamter im Bezirk Rendsburg des Wasser- und Schifffahrtsamtes Kiel-Holtenau der Wasser- und Schifffahrtsdirektion Kiel.
1961 erschien erstmals das Mitteilungsblatt „Ingenieurverband der Wasser- und Schifffahrtsverwaltung“. Bereits 1962 wurde der IWSV ordentliches Mitglied des „Zentralverbandes Berufsständischer Ingenieurvereine e.V.“ (ZBI). 1963 bestanden bereits acht Bezirksgruppen bei den Wasser- und Schifffahrtsdirektionen in Kiel, Hamburg, Bremen, Aurich, Münster, Mainz, Stuttgart und Freiburg. Auf der 6. Mitgliederversammlung in Koblenz wurde 1966 der Verbandsname in „Ingenieurverband Wasser- und Schifffahrtsverwaltung e.V.“ (IWSV) geändert, um gegenüber der Verwaltung die Eigenständigkeit als Verband zu unterstreichen. Am 20. Oktober 1970 nahm ein Großteil der IWSV-Mitglieder an der großen Ingenieur-Kundgebung in Bonn-Bad Godesberg teil. Auf der 11. Mitgliederversammlung in Würzburg 1971 wurde Hans Braemer zum Bundesvorsitzenden gewählt. Hans Brodersen wurde zum Ehrenvorsitzenden ernannt. 1974 öffnete sich der Verband nach innen, so dass auch Ingenieure anderer Laufbahnen dem IWSV beitreten konnten. Die Veränderung der Verwaltungsstrukturen in 1976/1977 führte zur Neugründung von Bezirksgruppen. Auf der 19. Mitgliederversammlung in Lübeck 1979 löste Dieter Kothe den bisherigen Bundesvorsitzenden Hans Braemer ab. Dieser wurde zum Ehrenvorsitzenden ernannt. Auf der 31. Mitgliederversammlung in Lübeck wurde 1991 Werner Stoltmann Bundesvorsitzender und Dieter Kothe Ehrenvorsitzender.
1991 erfolgte die Gründung der BG Ost in Magdeburg. 1992 gab es eine Öffnung des Verbandes nach außen. Damit erhielten Beschäftigte anderer Behörden, Selbstständige und auch Firmen die Möglichkeit, dem IWSV beizutreten. Auf der 33. Mitgliederversammlung in Kelheim 1993 wurde Paul Schmidtke zum Bundesvorsitzenden gewählt. Werner Stoltmann wurde Ehrenvorsitzender. Mit dem I. Ingenieurtag 2002 in Uelzen unterstrich der Verband seine fachliche Ausrichtung. Seitdem finden im jährlichen Wechsel Mitgliederversammlungen und Ingenieurtage statt. Auf der 2013 in Koblenz stattgefundenen 46. Mitgliederversammlung wurde Kerstin Metzner als Bundesvorsitzende bestätigt. Paul Schmidtke wurde auf dieser Veranstaltung zum Ehrenvorsitzenden ernannt und für seine langjährigen Verdienste um den Ingenieurstand mit der Goldenen Ehrennadel des ZBI geehrt. Im Rahmen der 47. Bundesmitgliederversammlung in Bremerhaven wurde 2015 Burkhard Knuth zum Bundesvorsitzenden gewählt.
Auf der 49. Bundesmitgliederversammlung in Oldenburg / Oldenburg wurde Stefanie von Einem zur Bundesvorsitzenden gewählt. Der bisherige Vorsitzende Burkhard Knuth wurde aufgrund seiner umfangreich erbrachten Arbeiten für den IWSV zum Ehrenvorsitzenden gewählt. Ferner wurde auf der Veranstaltung u. a. auch die Namensänderung des Verbandes in Ingenieurverband Wasserstraßen- und Schifffahrtsverwaltung beschlossen.

## Förderpreis
Der IWSV hat sich die Förderung junger Ingenieurinnen und Ingenieure zum Ziel gesetzt. Daher wurde im Jahr 2022 erstmalig ein Nachwuchsförderpreis ausgelobt. Im Jahr 2024 ist eine erneute Ausschreibung für den Nachwuchsförderpreis vorgesehen. Eingereicht werden können alle Bachelor- oder Masterarbeiten, die an Universitäten, Hochschulen, Fachhochschulen oder anderen staatlich anerkannten Forschungseinrichtungen angefertigt wurden. Die Arbeiten müssen sich mit den Themenfeldern Wasserstraßenwesen / Schifffahrt befassen.

## Zusammenarbeit
Der IWSV ist seit über 50 Jahren Mitglied im Dachverband Zentralverband der Ingenieurvereine e. V. (ZBI), der mit über 50.000 Mitgliedern zu den größten Ingenieurverbänden Deutschlands zählt. Der IWSV arbeitet dabei aktiv in den Gremien des ZBI mit. Der IWSV ist Mitglied im Verein für europäische Binnenschifffahrt und Wasserstraßen e. V. (VBW) sowie im Verein Deutsche Wasserhistorische Gesellschaft e. V. (DWhG).